# Boneh Vār
Boneh Vār (persiska: بنه وار) är en ort i Iran.   Den ligger i provinsen Khuzestan, i den centrala delen av landet, 400 km sydväst om huvudstaden Teheran. Boneh Vār ligger 445 meter över havet och antalet invånare är 113.
Terrängen runt Boneh Vār är huvudsakligen kuperad, men österut är den bergig. Runt Boneh Vār är det ganska glesbefolkat, med 48 invånare per kvadratkilometer. Närmaste större samhälle är Sarkūlī, 4,4 km väster om Boneh Vār. Omgivningarna runt Boneh Vār är i huvudsak ett öppet busklandskap.